# 中華民國刑法罪名列表
以下是《中華民國刑法》分則編當中的犯罪，粗體字標示者為常見罪名：

## 侵害國家法益犯罪

### 內亂、外患及妨害國交罪章
- 內亂罪（第100條～第102條）
- 外患罪
- 私與外國訂約罪（第113條）
- 妨害國交罪
- 侮辱外國國旗國章罪（第118條）

註：與本章相關的犯罪，可另參考《國家安全法》和《國家機密保護法》。

### 瀆職罪章
- 委棄守地罪
- 賄賂罪
  - 不違背職務行為行賄／受賄罪（第121條）
  - 違背職務行為行賄／受賄罪（第122條）
  - 準受賄罪（第123條）
- 枉法裁判罪（第124條）
- 濫權追訴罪（第125條）
- 凌虐人犯罪（俗稱「刑求」）（第126條）
- 違法執行刑罰罪（第127條）
- 越權受理罪（第128條）
- 違法徵收罪（第129條）
- 廢弛職務釀成災害罪（第130條）
- 公務員圖利罪（第131條）
- 洩露國防以外秘密罪（第132條）
- 郵電人員洩露秘密罪（第133條）
- 非純粹瀆職罪（第134條）

註：與本章相關的犯罪，可另參考《貪污治罪條例》。

### 妨害公務罪章
- 對公務員施強暴脅迫罪（第135條，俗稱的「妨害公務」）
- 聚眾妨害公務罪
- 妨害考試罪
- 毀損公文書罪
- 污損封印查封罪
- 侮辱公務員罪（第140條）
- 侮辱公署罪（原第140條第2項，已於2022年1月12日刪除）
- 毀損文告罪

### 藐視國會罪章
- 公務員立法院聽證虛偽陳述罪（原第141條之1，已於2024年10月25日宣告違憲，詳細可見憲法法庭113年度憲判字第9號判決）

### 妨害投票罪章
- 妨害自由投票罪
- 投票受賄罪
- 投票行賄罪
- 妨害投票結果正確罪（虛偽遷徙戶籍）
- 妨害投票秩序罪
- 妨害投票秘密罪

註：關於本章內容，另見《公職人員選舉罷免法》與《總統副總統選舉罷免法》有更加詳細之規範。

### 妨害秩序罪章
- 聚眾不解散罪
- 聚眾施強暴脅迫罪
- 妨害合法集會罪
- 恐嚇公眾罪（第151條）
- 煽惑他人犯罪罪（第153條）
- 參與犯罪結社罪（第154條）
- 私募軍隊罪
- 包攬訴訟罪
- 侮辱國旗、國徽或國父遺像罪（第160條）

註：與參與犯罪結社罪相關的犯罪，可另參考《組織犯罪防制條例》。

### 妨害司法犯罪
- 脫逃罪章
- 藏匿人犯罪
- 湮滅刑事證據罪（第165條）
- 偽證罪（第168條）
- 誣告罪（第169條）
  - 未指定犯人誣告罪（第171條）

## 侵害社會法益犯罪

### 公共危險罪章
- 縱火罪
  - 放火／失火燒毀現供人使用住宅罪（第173條）
  - 放火／失火燒毀現非供人使用住宅罪（第174條）
  - 放火／失火燒毀建築條物以外罪（第175條）
  - 準放火／失火罪（第176條）
- 决水罪
- 破壞防水蓄水設備罪
- 妨害救災罪
- 傾覆破壞現有人在交通工具罪
- 妨害舟車往來罪
- 妨害公眾往來安全罪
- 劫持交通工具罪（俗稱「劫机」）
- 危害飛航安全罪
- 不能安全駕駛罪（第185條之3，俗稱「酒駕」）
- 發生交通事故逃逸罪（第185條之4，俗稱「肇事逃逸」）
- 妨害公用事業罪
- 阻塞逃生通道罪
- 妨害公眾飲水罪
- 投放毒物罪（第190條之1）
- 違背建築術成規罪

### 偽造貨幣罪章
- 偽造變造行使貨幣罪
- 偽造變造行使有價證券罪
- 偽造度量衡罪

### 偽造文書罪章
- 偽造私文書罪（第210條）
- 偽造公文書罪（第211條）
- 偽造特種文書罪（第212條）
- 公務員登載不實罪（第213條）
- 使公務員登載不實罪（第214條）
- 業務登載不實罪（第215條）
- 行使偽造文書罪（第216條）
- 偽造盜用署押罪（第217條）
- 偽造盜用公印罪（第218條）

### 妨害風化罪章
- 血親性交罪（第230條）
- 公然猥褻罪（第234條）
- 散布猥褻物品罪（第235條）

### 妨害婚姻及家庭罪章
- 重婚罪（第237條）
- 詐術結婚罪（第238條）
- 通姦罪（原第239條，經《釋字第791號解釋》宣告違憲，已於2021年6月16日刪除）

### 褻瀆祀典及侵害墳墓屍體罪章
- 侮辱宗教建築物罪
- 侵害屍體罪
- 妨害祭禮罪
- 發掘墳墓罪（俗稱「盜墓」）

### 妨害農工商罪章
- 囤積商品及哄抬物價罪
- 妨害農業水利罪
- 偽造商號商標罪

### 鴉片罪章
- 製造毒品罪
- 販賣運輸毒品罪
- 製造吸毒器具罪
- 圖利為人施打毒品罪
- 提供施打毒品場所罪
- 栽種販賣罌粟罪
- 吸食毒品罪
- 持有毒品罪

註：關於本章內容，另見《毒品危害防制條例》有更加詳細之規範。

### 賭博罪章
- 普通賭博罪（第266條）
- 常業賭博罪
- 圖利提供場所賭博罪
- 圖利聚眾賭博罪

## 侵害個人法益犯罪

### 殺人罪章
- 普通殺人罪（第271條）
- 殺直系血親尊親屬罪（第272條）
- 義憤殺人罪（第273條）
- 生母殺嬰罪（第274條）
- 加工自殺罪（第275條）
- 過失致死罪（第276條）
  - 業務過失致死罪（原第276條第2項，已於2019年5月29日刪除）

### 傷害罪章
- 普通傷害罪（第277條）
- 重傷害罪（第278條）
- 義憤傷害罪（第279條）
- 傷害直系血親尊親屬罪（第280條）
- 暴行直系血親尊親屬罪（第281條）
- 加工自傷罪（第282條）
- 聚眾鬥毆罪（第283條）
- 過失傷害罪（第284條）
  - 業務過失傷害罪（原第284條第2項，於2019年5月29日刪除）
- 傳染花柳病罪（原第285條，於2019年5月29日刪除）
- 妨害發育罪（第286條）

### 墮胎罪章
- 自行墮胎罪
- 加工墮胎罪
- 圖利加工墮胎罪
- 未受囑託或未得承諾墮胎罪
- 介紹墮胎罪

註：關於本章內容，另見《優生保健法》有更加詳細之規範。

### 遺棄罪章
- 無義務遺棄罪（第293條）
- 有義務遺棄罪（第294條）
- 遺棄直系血親尊親屬罪（第295條）

### 妨害性自主罪章
- 強制性交罪（第221條，俗稱「強姦」、「強暴」或「性侵害」）
  - 加重強制性交罪（第222條）
- 強制猥褻罪（第224條）
  - 加重強制猥褻罪（第224條之1）
- 乘機性交猥褻罪（第225條）
- 與幼童性交猥褻罪（第227條、第227條之1）
- 權勢性交猥褻罪（第228條）
- 詐術性交罪（第229條）

註：與本章相關的犯罪，可另參考《性騷擾防治法》。

### 妨害自由罪章
- 使人為奴隸罪（第296條）
- 買賣質押人口罪（第296條之1，俗稱「人口贩卖」）
- 略誘婦女罪（第298條）
- 剝奪他人行動自由罪（第302條，俗稱「私行拘禁」）
- 強制罪（第304條）
- 恐嚇危害安全罪（第305條，俗稱「恐嚇」）
- 侵入住居罪（第306條）
- 違法搜索罪（第307條）

### 妨害名譽及信用罪章
- 公然侮辱罪（第309條）
- 誹謗罪（第310條）
- 侮辱死者罪（第312條）
- 妨害信用罪（第313條）

### 妨害秘密罪章
- 妨害書信秘密罪（第315條）
- 窺視竊聽竊錄罪（第315條之1）
- 業務洩漏秘密罪（第316條）
- 洩漏電腦秘密罪（第318條之1）

註：與窺視竊聽竊錄罪相關的犯罪，可另參考《通訊保障及監察法》。

### 妨害性隱私及不實性影像罪章
- 妨害性隱私罪（第319條之1～第319條之6）
- 未經同意攝錄性影音罪（第319條之1）
- 強制攝錄性影音罪（第319條之2）
- 散佈性影音罪（第319條之3）
- 散佈製作不實性影音罪（第319條之4）
- 性影像物品之沒收（第319條之5）

### 財產犯罪
- 竊盜罪章
  - 普通竊盜罪（第320條）
  - 加重竊盜罪（第321條）
- 搶奪強盜及海盜罪章
  - 搶奪罪（第325條）
  - 強盜罪（第328條）
  - 準強盜罪（第329條）
  - 強盜結合罪（第332條）
  - 海盜罪、準海盜罪（第333條）
  - 海盜結合罪（第334條）
- 侵占罪章
  - 普通侵占罪（第335條）
  - 業務侵占罪（第336條）
  - 侵占遺失物罪（第337條）
- 詐欺背信及重利罪章
  - 普通詐欺罪／詐欺取財罪（第339條）
  - 收費設備詐欺罪（第339條之1）
  - 自動付款設備詐欺罪（第339條之2）
  - 電腦詐欺罪（第339條之3）
  - 加重詐欺罪（第339條之4）
  - 背信罪（第342條）
  - 重利罪（第344條，俗稱「高利貸」）
- 恐嚇及擄人勒贖罪章
  - 恐嚇取財罪（第346條）
  - 擄人勒贖罪（第347條）
- 贓物罪章（第349條～第351條）
- 毀棄損壞罪章
  - 毀損文書罪（第352條）
  - 毀損建築物罪（第353條）
  - 毀損器物罪（第354條）
  - 詐術損害財產罪（第355條）
  - 妨害債權罪（第356條）

### 妨害電腦使用罪章
- 入侵電腦罪（第358條）
- 刪除變更電磁紀錄罪（第359條）
- 干擾他人電腦罪（第360條）
- 製作電腦程式罪（第362條）